# Mosquito (альбом)
| Совокупная оценка | Совокупная оценка |
| Источник          | Оценка            |
| ----------------- | ----------------- |
| Metacritic        | 75/100            |
| Оценки критиков   |                   |
| Источник          | Оценка            |
| Allmusic          | [ 4 ]             |
| The A.V. Club     | B+                |
| Drowned in Sound  | 8/10              |
| The Guardian      | [ 7 ]             |
| The Independent   | [ 8 ]             |
| NME               | 7/10              |
| Pitchfork         | 6.0/10            |
| Rolling Stone     | [ 11 ]            |
| Slant Magazine    | [ 12 ]            |
| Spin              | 8/10              |

Mosquito (с англ. — «Комар») — четвёртый студийный альбом американской инди-рок группы Yeah Yeah Yeahs, выпущенный 12 апреля 2013 года на лейбле Interscope Records. Ведущий сингл «Sacrilege» был выпущен 25 февраля 2013 года.

## Об альбоме

### Продвижение
2 апреля 2013 года на канале Noisey на YouTube был представлен представлен весь альбом с комментариями участников группы к каждому треку. На той же неделе группа появилась в программе «Вечернее шоу с Дэвидом Леттерманом», где исполнила «Sacrilege» в сопровождении госпел-хора Broadway Inspirational Voices. 26 апреля группа исполнила «Mosquito» и «Sacrilege» на шоу «Джимми Киммел в прямом эфире».

### Реакция критиков
В основном, альбом получил положительные отзывы критиков. Его рейтинг на Metacritic, вычисленный на основании тридцати восьми рецензий от авторитетных специализированных изданий, составляет 75 %.

### Продажи
Mosquito занял пятое место в чарте Billboard 200, разойдясь тиражом 38 000 копий за первую неделю, тем самым став первым альбомом группы, вошедшим в первую десятку чарта. В UK Albums Chart Mosquito занял девятое место с первонедельными продажами в 9 150 копий.

## Список композиций
Слова и музыка всех песен — Yeah Yeah Yeahs.
| №                   | Название                               | Продюсеры                 | Длительность |
| ------------------- | -------------------------------------- | ------------------------- | ------------ |
| 1.                  | «Sacrilege»                            | Ник Лоне, Дэйв Ситек      | 3:50         |
| 2.                  | «Subway»                               | Ситек, Лоне               | 5:16         |
| 3.                  | «Mosquito»                             | Лоне, Ситек               | 2:59         |
| 4.                  | «Under the Earth»                      | Лоне                      | 4:18         |
| 5.                  | «Slave»                                | Лоне, Ситек               | 4:06         |
| 6.                  | «These Paths»                          | Ситек, Лоне               | 5:03         |
| 7.                  | «Area 52»                              | Лоне, Ситек               | 2:54         |
| 8.                  | «Buried Alive» (featuring Dr. Octagon) | Джеймс Мёрфи, Сэм Шпигель | 5:16         |
| 9.                  | «Always»                               | Ситек, Лоне               | 4:07         |
| 10.                 | «Despair»                              | Ситек, Лоне               | 4:48         |
| 11.                 | «Wedding Song»                         | Ситек                     | 4:58         |
| Общая длительность: | Общая длительность:                    | Общая длительность:       | 47:35        |

| №   | Название                       | Продюсеры       | Длительность |
| --- | ------------------------------ | --------------- | ------------ |
| 12. | «Subway» (NOLA Demo)           | Yeah Yeah Yeahs | 3:54         |
| 13. | «Wedding Song» (Acoustic)      | Yeah Yeah Yeahs | 2:53         |
| 14. | «Despair» (Acoustic)           | Yeah Yeah Yeahs | 5:00         |
| 15. | «Mosquito» (Live from Area 52) | Yeah Yeah Yeahs | 3:24         |

## Участники записи
- Yeah Yeah Yeahs — производство (12-15)
- Карен О — вокал, бас-гитара, клавишные, дизайн-концепция
- Ник Зиннер — гитара, бас-гитара, клавишные, вокал; сведение (12, 14, 15)
- Брайн Чайз — ударные, вокал

## Чарты
| Чарт                               | Позиция position |
| ---------------------------------- | ---------------- |
| ARIA Charts                        | 17               |
| Ö3 Austria Top 40                  | 44               |
| Ultratop (Фландрия)                | 57               |
| Ultratop (Валлония)                | 120              |
| Canadian Albums Chart              | 10               |
| Media Control Charts               | 63               |
| Irish Albums Chart                 | 8                |
| Oricon                             | 54               |
| VG-lista                           | 24               |
| Scottish Singles and Albums Charts | 8                |
| Schweizer Hitparade                | 76               |
| UK Albums Chart                    | 9                |
| Billboard 200                      | 5                |
| Alternative Albums                 | 2                |
| Rock Albums                        | 2                |

## Хронология выпуска
| Страна         | Дата           | Лейбл                        |
| -------------- | -------------- | ---------------------------- |
| Австралия      | 12 апреля 2013 | Modular Recordings           |
| Германия       | 12 апреля 2013 | Universal Music              |
| Великобритания | 15 апреля 2013 | Polydor Records              |
| США            | 16 апреля 2013 | Dress Up, Interscope Records |
| Канада         | 16 апреля 2013 | Universal Music              |
| Япония         | 17 апреля 2013 | Universal Music              |